# Motor City Online
Motor City Online — многопользовательская компьютерная игра в жанре аркадных автогонок, разработанная и изданная компанией Electronic Arts 29 октября 2001 года для персональных компьютеров под управлением Windows.
Смысл игры заключается в покупке классических автомобилей (в основном американских маслкаров), выпущенных с 1930 по 1970 года, их настройке и гонках с другими игроками. В Motor City Online есть возможность настраивать своего персонажа и гоночные состязания, а также вступать в виртуальные гоночные клубы с другими игроками для получения дополнительных возможностей игры.
Motor City Online разрабатывалась с 1999 года компанией Electronic Arts, первоначально как новая игра серии Need for Speed, но позже стала самостоятельным многопользовательским проектом. Motor City Online получила преимущественно положительные отзывы критиков, хваливших игровой процесс и концепцию, но к недостаткам относили платную подписку и неудобный интерфейс. Несмотря на позитивные оценки, игра стала неудачной с коммерческой точки зрения. Серверы Motor City Online были закрыты 29 августа 2003 года.

## Игровой процесс
Игрок может участвовать в различных гоночных состязаниях с другими пользователями. В игре есть большое разнообразие трасс — от лесных и промышленных районов до городов и специально предназначенных для гонок треков. Кроме того, по трассам могут ездить машины других участников движения, а также ходить пешеходы и звери, которые, при попытке их сбить, отбегают в сторону. У игрока также есть возможность настраивать собственного персонажа и выбирать один из доступных видов гонок, проводить гоночные турниры.
В Motor City Online присутствует 45 лицензированных автомобилей от известных производителей. Машины представлены в основном классическими американскими маслкарами и хот-родами, выпущенными в период с 1930 по 1970 года. Среди них, тем не менее, присутствовало два японских спорткара — Toyota Supra и Mitsubishi Eclipse GSX, выпущенных в 1993 и 1999 годах соответственно. Автомобили можно изменять с помощью возможностей тюнинга и стайлинга. При столкновениях машины повреждаются как внешне, так и с влиянием на характеристики. На поведение автомобиля также влияет ветер, который динамически меняет силу и направление.

## Разработка и выход игры
Ещё в 1999 году компания Electronic Arts объявила о планах сделать спин-офф серии Need for Speed под названием Need for Speed: Motor City. 17 июня 1999 года были представлены несколько видеороликов с геймплеем проекта, тем самым подтвердив создание игры. Однако, позже заявили о том, что игра не будет включена во франшизу Need for Speed, что спин-офф серии никогда не производился, и игра была переименована в Motor City Online. Официальный анонс Motor City Online состоялся 14 декабря 2000 года, когда был запущен сайт проекта и появилось несколько скриншотов. По словам разработчиков, в новой игре будут доступны множество классических американских автомобилей, выпущенных в период с 1930 по 1970 года, настройка автомобилей и гонщиков и многопользовательские заезды с другими игроками.
9 февраля 2001 года было проведено интервью продюсера Motor City Online, Майкла Уэйта с сайтом GameSpot об особенностях предстоящей игры. По словам представителя, разработчики создают проект для широкой аудитории и планируют активно поддерживать его, тем самым пытаясь возродить снижавшуюся популярность серии Need for Speed. В Motor City Online также используется совершенно новый движок, позволяющий поднять графику и реализм на более высокий уровень: каждый автомобиль имеет детально проработанную физическую и звуковую модели и содержит две тысячи полигонов, а также большое количество деталей тюнинга от известных производителей. Игровой процесс Motor City Online, по словам представителя, сбалансирован между доступностью и аркадностью, и в то же время ориентирован на опытных игроков. 12 февраля появилось новое видео игрового процесса, а также более подробная информация об настройках и особенностях проекта. 20 февраля была опубликована новая информация о различных режимах и настройках автомобилей.
Релиз игры состоялся 29 октября 2001 года в США. Motor City Online требовала высокоскоростного подключения к сети Интернет, чем вызвала негативную реакцию со стороны многих игроков. Для игры была также необходима ежемесячная платная подписка. Поддержка игры была прекращена довольно рано — сервера  были закрыты 29 августа 2003 года из-за убыточности, а пользователям было предложено обменять неизрасходованные дни игрового времени на The Sims Online или Ultima Online. Несмотря на окончание поддержки Motor City Online, в 2012 году она была взломана и стала доступной для одиночной игры.

## Музыка
Музыкальные композиции Motor City Online представлены в разных направлениях жанра рок, таких как фанк-рок, сёрф-рок, рок-н-ролл и классический рок. Саундтрек к игре написали композиторы Алистер Хёрст и Мэтт Рэган, которые также создали музыку к таким гоночным играм, как серия Need for Speed от компании Electronic Arts и The Duel: Test Drive II от Accolade. Музыка из Motor City Online вошла в альбом Motor City Online Original Soundtrack, представленный на выставках в 2001 году на компакт-дисках и не поступивший в продажи; помимо треков, на диске также имеются трейлер к игре и её вступительный видеоролик.

## Оценки и мнения
| Сводный рейтинг    | Сводный рейтинг |
| Агрегатор          | Оценка          |
| ------------------ | --------------- |
| GameRankings       | 73,33 %         |
| Game Ratio         | 81 %            |
| Metacritic         | 73/100          |
| MobyRank           | 76/100          |
| Иноязычные издания |                 |
| Издание            | Оценка          |
| AllGame            | [ 25 ]          |
| CGW                | 2/5             |
| GamePro            | [ 26 ]          |
| GameSpot           | 7,6/10          |
| GameSpy            | 88/100          |
| GameZone           | 9,2/10          |
| IGN                | 7,9/10          |

Motor City Online получила в основном положительные отзывы от критиков. На сайте Metacritic игра имеет средний балл 73/100 и на GameRankings — 73,33 %.
Рецензент Стивен Пул из GameSpot дал игре положительную оценку в 7,6/10.